# Z 21 Wilhelm Heidkamp
Le Z 21 Wilhelm Heidkamp est l'un des six destroyers de la classe Type 1936 de la Kriegsmarine.
Le nom du navire est un hommage à Wilhelm Heidkamp qui, lors de la bataille de Dogger Bank, ouvrit les vannes pour noyer les soutes du SMS Seydlitz afin d'éviter une explosion des chambres de munitions.

## Histoire
Lorsque la Seconde Guerre mondiale éclate le 1er septembre 1939, le Wilhelm Heidkamp fait réparer sa turbine au chantier naval de Kiel. Le 10 septembre, il repart et arrive à Świnoujście le même jour. L'amiral Günther Lütjens est à bord.
Le 25 septembre, le navire, venu de la mer Baltique, pose l'ancre dans la rade de Wilhelmshaven. Il participe à la guerre de course dans le Skagerrak.
Le 6 octobre, lui et quatre autres destroyers prennent le canal de Kiel vers la mer du Nord, le lendemain après-midi il se met dans la baie de Jade. Il va accompagner le Gneisenau qui part pour vers la Norvège. Après son retour le 10 octobre, il est mis en travaux au Deutsche Werke à Kiel pendant quelques jours.
Le 15, il reprend le canal pour retourner à Wilhelmshaven. Le 17, il sort avec cinq autres destroyers pour poser des mines offensives dans le Humber. Le 21, le Wilhelm Heidkamp va de Kiel à Świnoujście dans la même journée. Il ne participe pas à un exercice de torpillage en mer Baltique à cause du mauvais temps.
Le 5 novembre, il emprunte le canal de Kiel pour être le lendemain à Wilhelmshaven. En raison d'un dommage de la soufflerie de la chaudière, il rate une pose de mines le 8 mais est apte le 9. Le 10, il en pose à l'est de l'Angleterre. Mais l'opération est interrompue à cause d'un endommagement du Hermann Künne. Le 13, il part poser des mines dans l'estuaire de la Tamise. Le soir, il ancre dans la baie de Jade puis à Schillig. Le 24, il repart à Świnoujście. Il fait réparer ses machines au chantier naval de Szczecin ; il y reste jusqu'au 24 décembre puis retourne à Wilhelmshaven.
Du 1er au 5 janvier 1940, il n'est prêt à cause de perturbations sur le gyrocompas et dans l'alimentation. Il manque une opération de pose de mines. Le 10, il part avec cinq autres destroyers pour mettre des mines à Newcastle et revient le lendemain soir. Le 25 et 26, il prend part à une incursion dans le Skagerrak. Le 9 et 10 février, il jette des mines au large des côtes anglaises.
Le 18 février, il accompagne le Scharnhorst et le Gneisenau dans le cadre de l'opération "Nordmark". L'opération n'atteint pas son but, les navires reviennent à Wilhelmshaven le 20.
Pour l'opération Weserübung, le kommodore Friedrich Bonte monte à bord du Wilhelm Heidkamp, navire de tête de la première flotte de navires de guerre, pour aller à Narvik. Le 4 avril 1940, le destroyer est dans le Wesermünde. Le 6, lui et neuf autres destroyers prennent dans le Columbuskaje du matériel et 200 chasseurs de montagne.
À 23 heures, les dix destroyers se rassemblent dans la Weser. Quelques heures plus tard, elle se joint à la deuxième flotte dans la baie Allemande. Dans la mer démontée, le Wilhelm Heidkamp réussit à ne pas entrer en collision avec l'Anton Schmitt. Le 8 avril, au soir, il fait débarquer ses hommes dans le Vestfjord puis part dans l'Ofotfjord. Sept des dix destroyers sont restés pour sécuriser et évacuer les troupes ; le Wilhelm Heidkamp, le Georg Thiele et le Bernd von Arnim viennent dans le port de Narvik à 5 heures du matin. Dans le port, le navire de défense côtière norvégien Eidsvold tire vers le Wilhelm Heidkamp qui lève un drapeau pour lui signifier d'arrêter. Le Wilhelm Heidkamp s'arrête tandis que les deux autres destroyers continuent d'avancer. Mais le commandant norvégien n'obéit pas, les canons restent dressés contre le navire allemand. Après avoir mis fin aux négociations et quitté le navire norvégien, Gerlach, le commandant allemand, fait sonner le signal d'alarme. Une torpille est lancée, elle atteint l'Eidsvold qui est brisé et coule aussitôt.
Le Wilhelm Heidkamp entre dans le port de Narvik à 5h15 ; entre-temps, le Bernd von Arnim a détruit le Norge, un autre navire de défense côtière norvégien et fait débarquer ses troupes. À 14h30, le destroyer, après avoir fini de faire débarquer ses hommes, se fait ravitailler par le Jan Wellem jusqu'à 23 heures.
Dans les premières heures du matin 10 avril 1940, la deuxième flottille de destroyers britanniques qui en comprend cinq pénètre dans l'Ofotfjord. Elle torpille les destroyers allemands, c'est alors que commence la bataille de Narvik. Une torpille frappe le Wilhelm Heidkamp dans la salle des munitions à l'arrière et détruit une salle des turbines. La partie arrière coule avec 81 hommes dont le commandant Bonte. Le reste de l'épave est soutenue et amarrée à la fin de la bataille par le paquebot suédois Oxelösund. L'épave chavire le lendemain et coule dans le port de Narvik.
L'épave est soulevée dans les années 1960 et posée plus loin afin de faciliter la circulation des navires dans le port.

## Commandement
- Du 20 juin 1939 au 10 avril 1940 : Korvettenkapitän Hans Erdmenger

## Source de la traduction
- (de) Cet article est partiellement ou en totalité issu de l’article de Wikipédia en allemand intitulé « Z 21 Wilhelm Heidkamp » (voir la liste des auteurs).